# Sainte-Gemme (Deux-Sèvres)
Sainte-Gemme é uma comuna francesa na região administrativa da Nova Aquitânia, no departamento de Deux-Sèvres. Estende-se por uma área de 8,84 km². Em 2010 a comuna tinha 403 habitantes (densidade: 45,6 hab./km²).